# 1906 en Saskatchewan
Chronologie de la Saskatchewan
- 1902
- 1903
- 1904
- 1905
- 1906
- 1907
- 1908
- 1909
- 1910

Cette page concerne des événements d'actualité qui se sont produits durant l'année 1906 dans la province canadienne de la Saskatchewan.

## Politique
- Premier ministre : Thomas Walter Scott
- Chef de l'Opposition :
- Lieutenant-gouverneur : Amédée Emmanuel Forget
- Législature :

## Événements
- Sous l'abbé Gravel, un groupe de francophone va fonder Gravelbourg en Saskatchewan.

- 23 mai : Regina devient la capitale de la Saskatchewan.

- 19 août : signature du Traité 10 entre le roi et les premières nations du centre de la Saskatchewan et de l'est de l'Alberta.

- 26 août : le roi Edouard VII octroie les Armoiries de la Saskatchewan.